# スカロピーネ

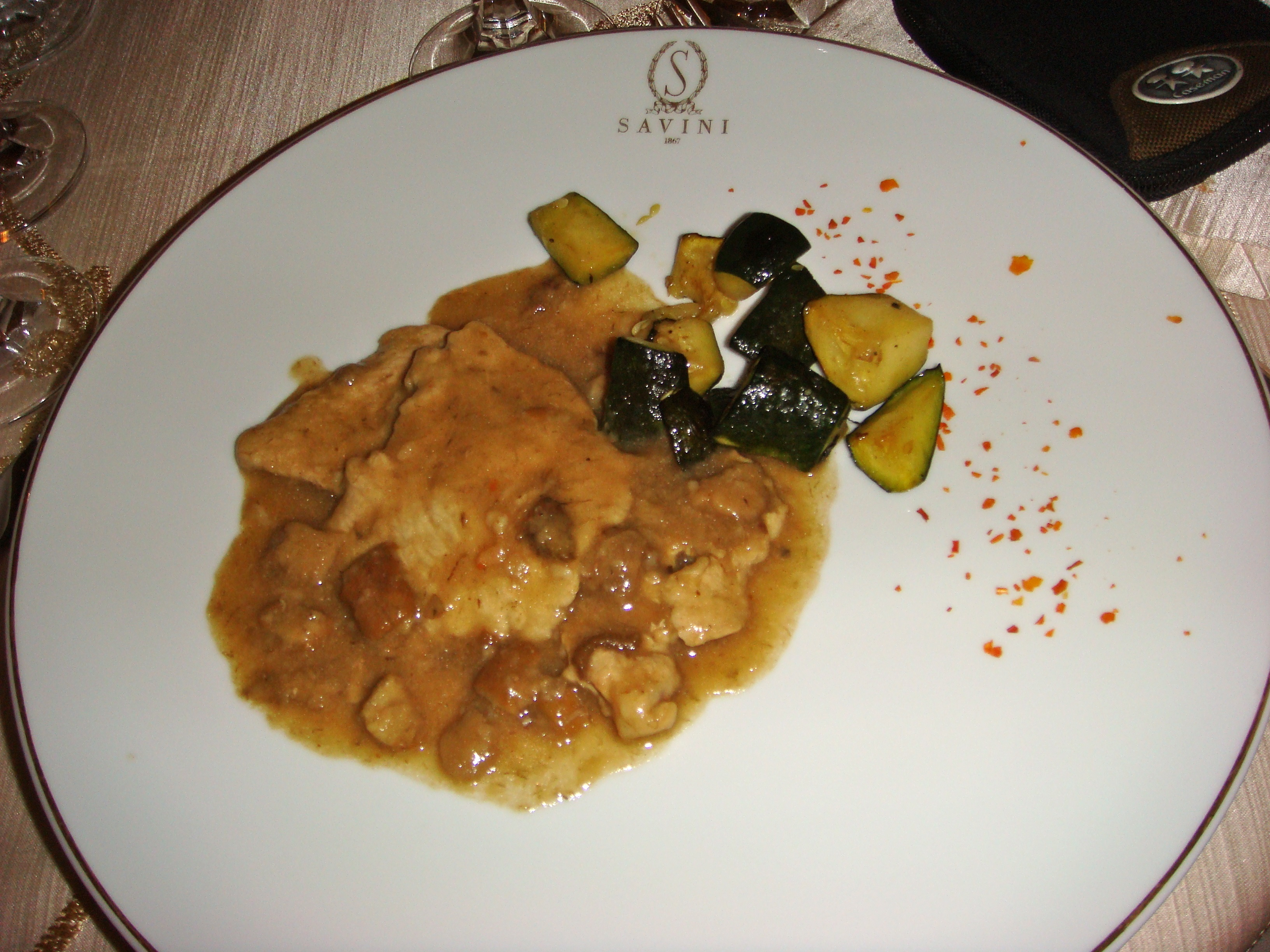
ポルチーニとズッキーニを添えたスカロピーネ

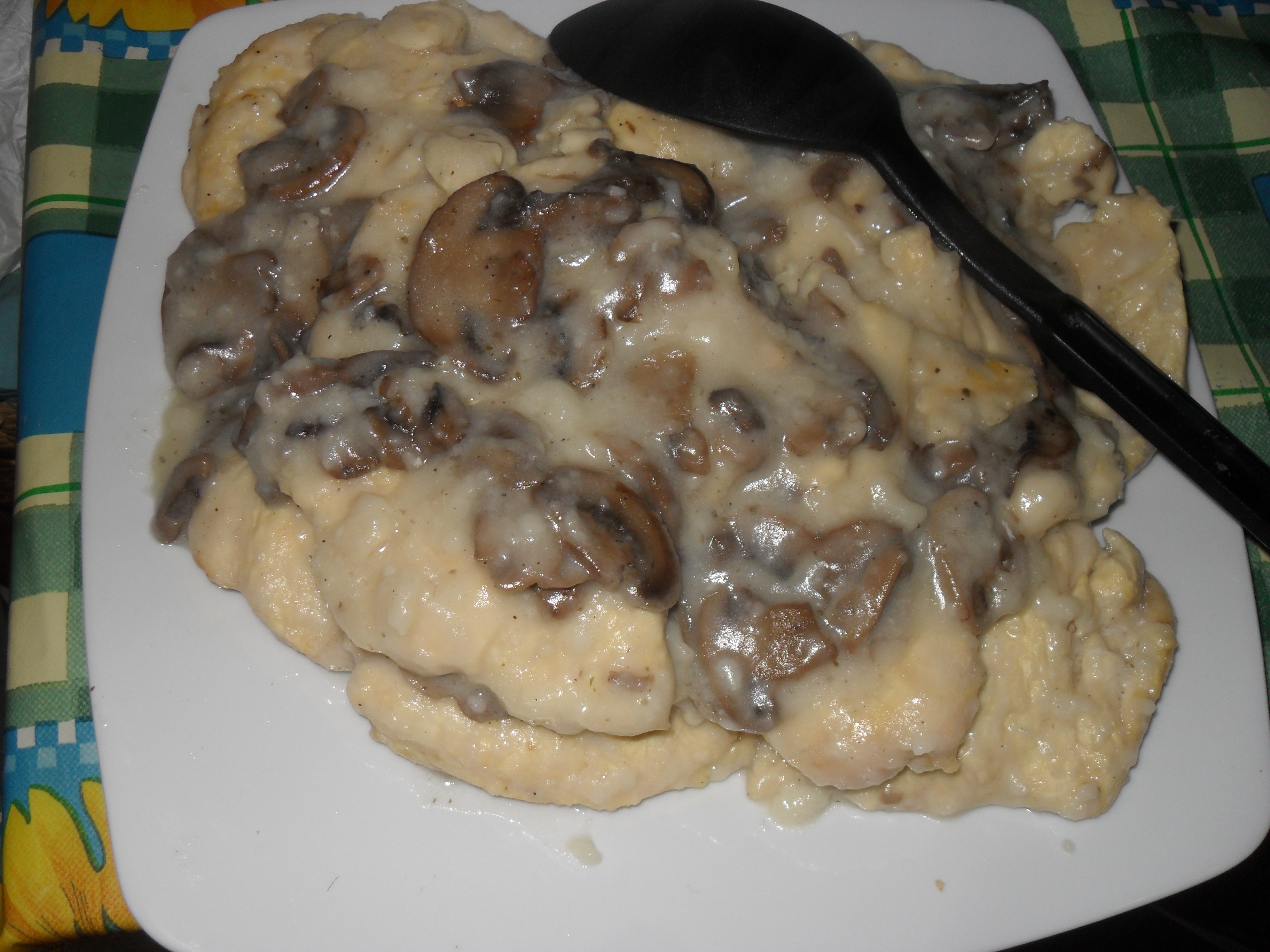
マッシュルームソースをかけたスカロピーネ

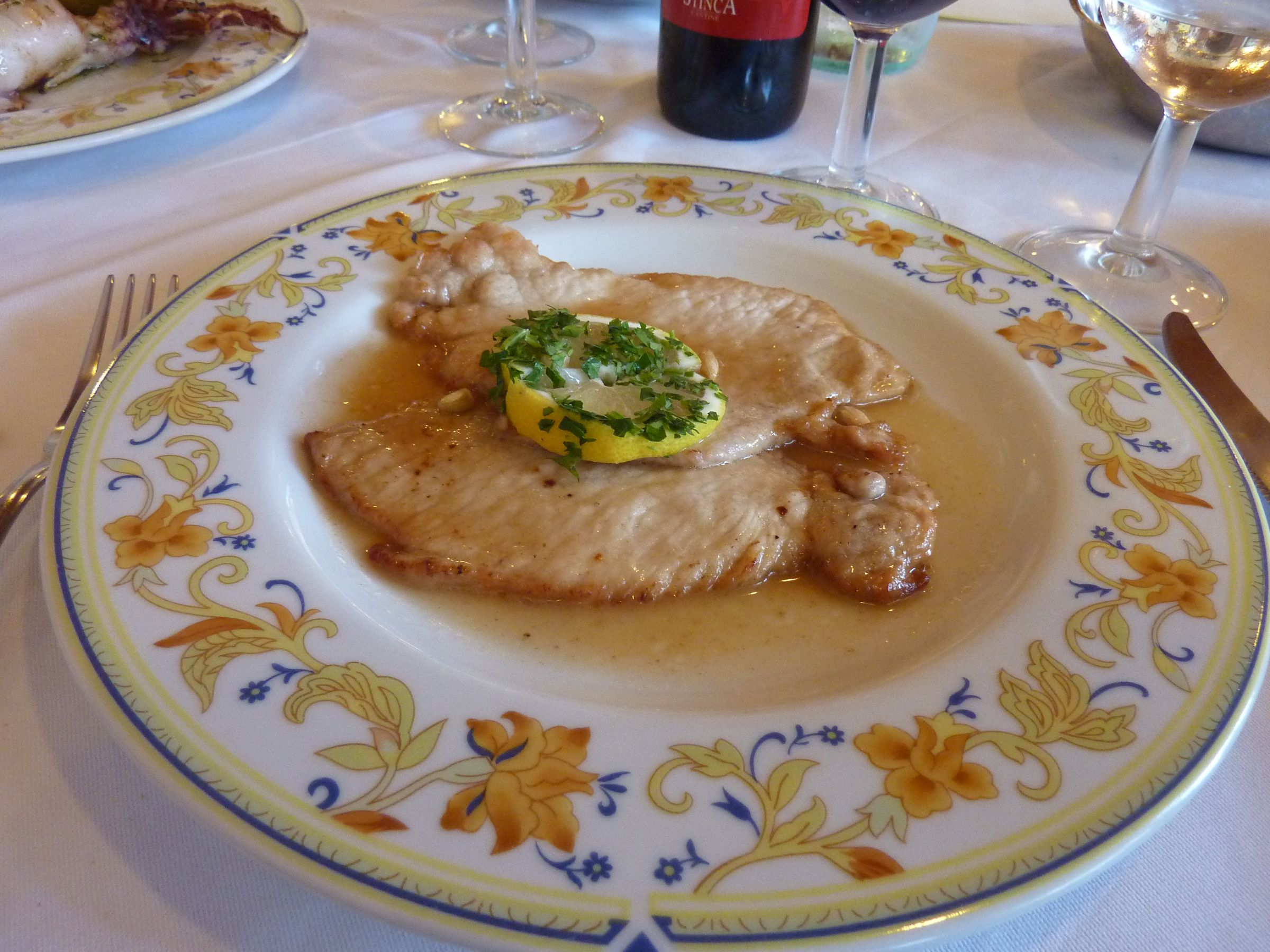
スカロピーネ

スカロピーネ（イタリア語: Scaloppine、小さな肉の薄切りを意味する、英語圏ではスカロピーニ - scaloppiniもしくはscallopiniと呼ばれる）は薄くスライスした肉に小麦粉をまぶしてソテーしたイタリア料理である。スカロッピーネとも表記される。
肉は通常仔牛肉を使用することが多いが、鶏肉を使用することもある。これに小麦粉をまぶしてソテーし、温かい状態でトマトソースもしくはワインソースをかけて供されるが、ピカタのように調理し、ケッパーやレモンのソースで食することもある。